# 欲
欲（よく、慾、希: ἐπιθυμία, 羅: cupio, 英: desire）とは、何かを欲しいと思う心。欲望、欲求などともいう。
人間（ヒト）、動物が、それを満たすために何らかの行動・手段を取りたいと思わせ、それが満たされたときには快を感じる感覚のことである。生理的（本能的）なレベルのものから、社会的・愛他的な高次なものまで含まれる。心の働きや行動を決定する際に重要な役割をもつと考えられている。
仏教などでいう「欲」は、概ね生理的（本能的）なレベルのものを指しており、精神にとって心をよくしていくもの、愛情を育てるもの、抑制するべきものとして説かれている（欲 (仏教)）。

## 欲求段階説

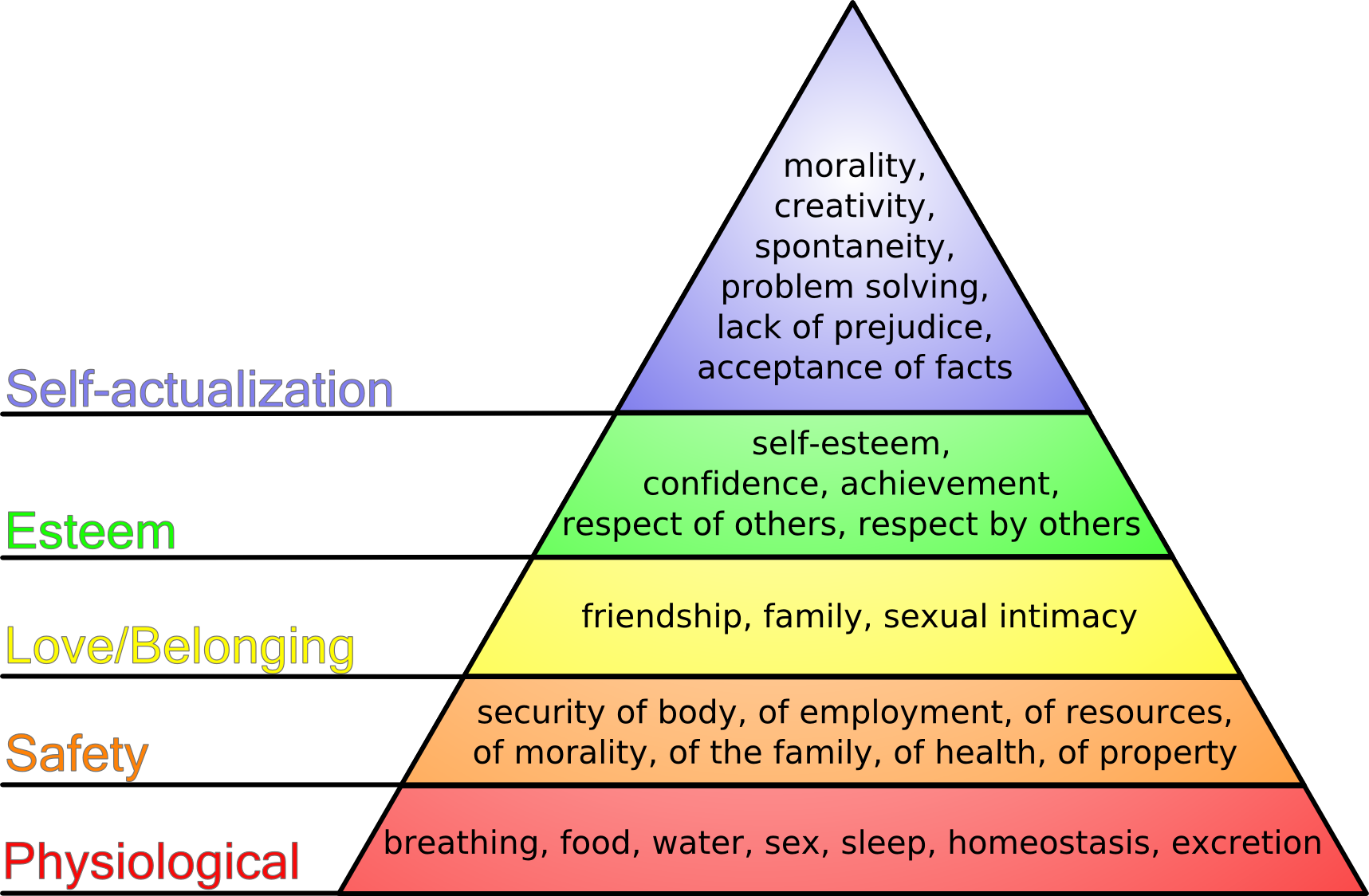
マズローの提唱する、欲求の階層をピラミッドで表現し原始的欲求に近づくほど底辺に書いた図。

アブラハム・マズローは「欲求階層論」を唱え、欲求を低次なものと、より高次なものに分類した。これは、人間はある欲求が満たされると、より高次の欲求を満たそうとする、とするものである。人間の欲求は、「生理的欲求」「安全への欲求」「社会的欲求」「自我欲求」「自己実現欲求」の低次元から高次元まで、5つの階層をなしているとし、低次元の欲求が満たされて初めて高次元の欲求へと移行する、とした。また、生理的欲求や安全への欲求を「欠乏欲求」と呼び、自己実現を求める欲求は「成長欲求」と呼んだ。
いずれにせよ欲求が満たされると、脳内で「報酬系」が活動し快の感覚を感じ、不快を感じさせないようにする。

### 生理的・本能的な欲求
生物が生命を維持し子孫を残すために必要な欲求である。外界からの刺激や体内の状態に直接結びついた、短期的な欲求である。

#### 主に身体内部の情報に基づいた欲求
- 呼吸：呼吸中枢が血中のO2濃度低下を感知すると、呼吸回数を変えたり気道を通じさせようとしたり、別の場所に移動したりしたくなるような欲求が生じる。
- 食欲：視床下部の血糖値センサーが血糖値低下を感知すると、個体に「空腹感」を感じさせ、摂食行動を促す。
- 飲水：視床下部の浸透圧センサーが、血清の濃度上昇を感知すると、個体に「口渇感」を感じさせ、飲水行動を促す。
- 排便・排尿：大腸や膀胱からの情報により、排泄したいという欲求が生じる。
- 睡眠欲
- 体温調整：体温調整中枢にて設定された温度と比較して、体温が上昇/下降した場合、涼しい/暖かい場所に移動したいと感じたり、汗をかかせたり、筋の振戦を起こさせたりして体温を調整する。
- 性欲：性的パートナーを見つけ、性行為を行いたいと感じる性的欲求。

#### 主に身体の外部からの情報に基づいた欲求
- 逃避：不安や危機を感じた場合に逃げ出したいという欲求を生じる。
- 闘争：逆に、戦うことで生存しようとする欲求。

困難な状況になると、宗教に関わらず祈りや念仏等を唱えてしまう行為（「あーっ、神様、仏様、ご先祖様、キリスト様…」）等、対象がはっきりしていなくても、助けを求め、すがりたくなる感情を、生存への欲（生存欲）の一部としてとらえ、その中で、最も認知されず、研究されてもいない欲として、祈り欲という単語を提唱する人もいる。

### 心理・社会的な欲求
ヒトは群居性の動物であり、また高度な思考力を持つために、社会的に認められたい、知識を満足させたい、他者を満足させたい、というより高次な欲求がある。また、欲求の内容は、後天的に身につくものであり、社会や文化の影響が大きいという特徴が見られる。マレー(Murray)の質問紙検査・臨床心理検査・面接調査を行った調査によれば以下のような欲求が多くの人間に認められる。
- 獲得：財物を得ようとする欲求。
- 保存：財物を収集し、修理し、補完する欲求。
- 秩序：整理整頓、系統化、片付けを行う欲求。
- 保持：財物を持ち続ける、貯蔵する、消費を最小化する欲求。
- 構成：組織化し、構築する欲求。
- 優越：優位に立つ欲求。達成と承認の合成。
- 達成：困難を効果的・効率的・速やかに成し遂げる欲求。
- 承認：賞賛されたい、尊敬を得たい、社会的に認められたい欲求。
- 顕示：自己演出・扇動を行う、はらはらさせる欲求。
- 保身：社会的な評判・自尊心を維持する欲求。
- 劣等感の回避：屈辱・嘲笑・非難を回避する欲求。
- 防衛：非難・軽視から自己を守る、また自己正当化を行う欲求。
- 反発：二度目の困難に対して再び努力し、克服・報復する欲求。
- 支配：他人を統率する欲求。
- 恭順：進んで他人（優越な人間）に積極的に従う欲求。
- 模倣：他人の行動やあり方を真似する欲求。
- 自律：他人の影響・支配に抵抗し、独立する欲求。
- 対立：他人と異なる行動・反対の行動をとる欲求。
- 攻撃：他人に対して軽視・嘲笑・傷害・攻撃する欲求。
- 屈従：罪悪の承服・自己卑下の欲求。
- 非難の回避：処罰・非難を恐れて法・規範に進んで従う欲求。
- 親和：他人と仲良くなる欲求。
- 拒絶：他人を差別・無視・排斥する欲求。
- 養護：他人を守り、助ける欲求。
- 救援：他人に同情を求め、依存する欲求。
- 遊戯：娯楽などで楽しみ、緊張を解す欲求。
- 求知：好奇心を満たす欲求。
- 解明：事柄を解釈・説明・講釈する欲求。

知識・名誉・地位等を得ることによる満足感や他者から認知されたいといった欲求、ストレス発散行為を欲する動き、より美味しいもの・より良いものを求める動き、見栄・所有欲等がある。子供の養育は、生殖欲求の一種でもあるが、ヒトの場合は「思いやりのある子に育って欲しい」など、高次な欲求にも基づいている。ただし人間の欲求は非常に複雑な相互作用が起こるために単純に上記の欲求に行動を還元することはできない。生理的な欲求が満たされれば、高次な欲求の方が、行動や心の動きを決める上で重要となってくると考えられる。

## 適応機制
発生した欲求を解消するために起こす行動（適応機制,Adjustment Mechanism）は、下記のように分類することができる。
葛藤

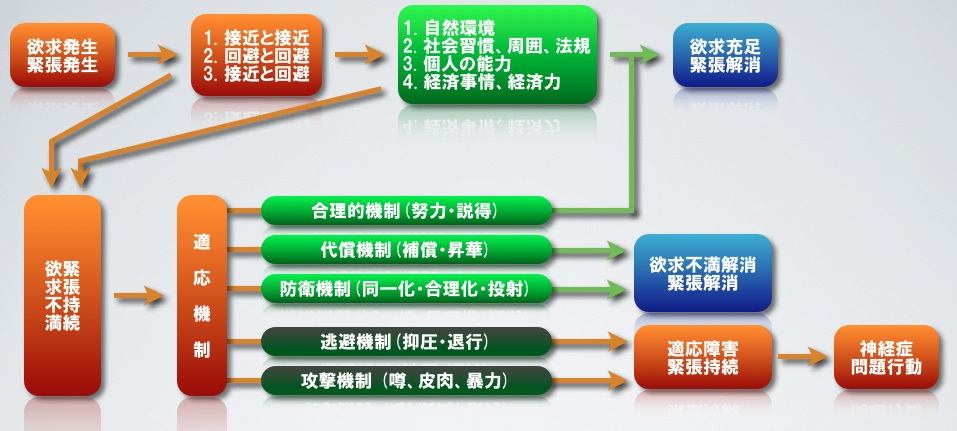
欲求と適応機制

- 接近と接近 - ラーメンも食べたいけど、ハンバーグも食べたい。
- 回避と回避 - 塾にいくのは嫌だし、かといって家に帰っても親に叱られる。
- 接近と回避 - 試験に受かりたいけど、勉強はしたくない。

障壁
- 物理的障壁（天候・時間・距離など） 例 - 運動したいが、外が雨でできない。
- 社会的障壁（法律・評判・習慣など） 例 - バイクに乗りたいが、まだ16歳以上でないので免許が取得できない。
- 個人的障壁（能力・容姿・思想など） 例 - 試合に出たいが、それだけの能力がない。
- 経済的障壁（お金・物資など）　　　　 例 - ブランド品を買いたいが、お金がない。

## 脳科学と欲
科学的根拠については十分とは言えないものの、欲求を脳科学の見地から解明する研究も進められていて、低次な欲求ほど主に大脳辺縁系などの旧皮質の影響を受け、高次な欲求ほど主に前頭連合野などの新皮質の影響を受けやすいとされている。主な欲求を分類すると以下のようになる。
1. 生理的欲求
2. 安全安心の欲求
3. 愛情や所属の欲求（集団欲・序列欲）
4. 人から認められたいといった欲求
5. 理想とする自分になりたいという自己実現の欲求

これらの多様な欲求を段階的・並行的に過不足なく（場合によっては適度な過不足状態を前提にしつつ）満たしていくことが心身の健康を維持する上では、大切である。
こういった欲求レベルには、個人差がありその基本的な欲求が強いほどそれに相応した理性的能力（大脳新皮質の前頭連合野など）も発達しやすい傾向があり、また向上心や進歩の原動力となりうるものでもある。低次の欲求をコントロールしたりする理性に関わる前頭連合野は、最初は空っぽのハードウェアのようなものであり、しつけ・社会のルール・教育などの後天的な学習作用によって脳神経細胞（ニューロン）のネットワークを形成し理性的コントロール能力をつけていく。
また、より低次元な欲求が上手く満たされずに過剰な欲求不満状態（ストレス）となった場合に、前頭連合野における理性的コントロール能力を超えてしまい、神経症や犯罪・いじめ等の問題行動を引き起こしやすい状態となることも知られている。

## 哲学における欲望
- 「人間の欲望は他者の欲望である」（ジャック・ラカン、『精神分析の四基本概念』）
- 「他者が欲望するものを欲望する」（ルネ・ジラール、『欲望の現象学』）

## 社会と欲
社会的には、過剰な欲は犯罪の要因となることから制度を設けて制限を加えているが、経済活動の需要を喚起する必要から適度な欲を必要としている。

## 宗教において

### 仏教
比丘たちよ、この舟から水を汲み出せ。

汝が水を汲み出したならば、舟足軽やかに進むであろう。

このように貪欲と瞋恚とを断ったならば、汝は涅槃に達するだろう。
パーリ語において「欲」を意味する言葉には複数存在する。
- ローバ（lobha）、ラーガ(rāga) ：貪 [3]
- カーマ (Kāma)  [3]
- タンハー (Taṇhā) : トリシュナー [3]
- ラティ (rati)  [3]

仏教では、眼・耳・鼻・舌・身・意（げん・に・び・ぜつ・しん・い）の六根から欲を生ずるとする。また三界（無色界・色界・欲界）といい、このようなさまざまな欲へ執着している者が住む世界として欲界（よくかい）があり、現実世界の人間や天部の一部の神々などがこの欲界に含まれる存在であるとする。
仏教では、欲そのものは人間に本能的に具わっているものとして、諸悪の根源とは捉えないが、無欲を善として推奨し、修行や諸活動を通じて無欲に近づくことを求めており、自制ではなく欲からの解放を求めている。原始仏教では、出家者は少欲知足（しょうよくちそく）といい、わずかな物で満足することを基本とした
。南方に伝わった上座部仏教は、この少欲知足を基本とする。
なお唯識仏教では、欲は別境（べつきょう、すべて心の状況に応じて起こすもの）で、そのはたらきに善・悪・無記（善と悪のどちらでもない）という3つの性（三性）を求めるとする。善欲は精進して仏道を求める心であり、悪欲は貪（とん、むさぼり）として根本的に具わっている煩悩の1つとする。
しかし、大乗仏教の思想が発展すると、人間我・自我という欲に対し、如来我・仏性を得るという（つまり成仏すること）という大欲（たいよく）を持つことが重要視されるようになり、煩悩や欲があるからこそ菩提も生まれるという、煩悩即菩提という考えが形成された。したがって大乗仏教の中には欲そのものを全否定せず、一部肯定する考えもある。

#### 少欲知足
少欲之人無求無欲則無此患。... 

有少欲者則有涅槃。是名少欲 ... 

若欲脱諸苦惱。當觀知足。知足之法即是富樂安隱之處。
少欲の人は求むること無く、欲無ければ、すなわちこのうれい無し。...  

少欲ある者はすなわち涅槃あり、これを少欲と名づく。...  

もし諸々の苦悩を脱せんと欲すれば、まさに知足を観ずべし。知足の法は、すなわち是れ富楽安穏の処なり。
—大正新脩大蔵経, 涅槃部, 仏垂般涅槃略説教誡経
小欲（Appicchatā）はパーリ語で「ニーズが少ない」との意であり、転じて必要十分な量であることをさす。知足（Santuṭṭhi）はパーリ語で「喜んでいる」との意であり、転じて満足から得られた喜びをさす。